# Spoorlijn Kopenhagen - Slangerup
De spoorlijn Kopenhagen - Slangerup (Deens: Hareskovbanen, voorheen Slangerupbanen) is een spoorlijn met twaalf stations tussen station Svanemøllen en station Farum. Tot 1954, liep de lijn door tot station Slangerup. S-tog nam dit gedeelte nooit in gebruik.
Het traject wordt bediend door de lijnen A en H van de S-tog.

## Geschiedenis
De spoorlijn werd in 1906 geopend door København-Slangerup Banen (KSB). In Kopenhagen was het eindpunt het station Lygten, dicht bij het huidige station Nørrebro. Het station lag vrij ver van het centrum, maar was initieel gebouwd als tijdelijk station totdat de plannen voor de spoorlijnen rond Kopenhagen definitief waren.
De lijn werd gedurende de eerste jaren voornamelijk gebruikt voor toeristisch verkeer vanuit Norrebrø naar het bos van Hareskov. Financieel ging het de onderneming echter niet voor de wind en na de Tweede Wereldoorlog was de spoorlijn in zo'n slechte staat dat de DSB de lijn moest overnemen in 1948. Een paar jaar later werd het gedeelte tussen Farum en Slangerup gesloten en opgebroken. Gedurende lange tijd zijn er plannen geweest om de lijn met de S-tog te berijden en in 1961 werd de DSB groen licht gegeven om de lijn te elektrificeren. Door gebrek aan geld duurde het echter tot 1977 tot de eerste S-tog kon rijden. Hierdoor werd ook het oorspronkelijke plan om de lijn als metrolijn door te trekken naar het centrum van Kopenhagen afgeblazen. In plaats daarvan werd een nieuwe verbindingsboog gebouwd om de lijn via station Ryparken aan te sluiten op de reeds bestaande S-tog netwerk bij station Svanemøllen.

## Huidige toestand
Door de minder directe route in vergelijking tot veel busdiensten is de reistijd relatief lang van en naar het centrum van Kopenhagen. Daardoor hebben de stations de minste reizigers van het s-tog netwerk.

## Stations
| Station              | Lijnen    | Geopend                                | S-tog             | Opmerking                                                                            |
| -------------------- | --------- | -------------------------------------- | ----------------- | ------------------------------------------------------------------------------------ |
| Lygten (København L) | —         | 20 april 1906                          | —                 | Gesloten 25 april 1976                                                               |
| Svanemøllen          | A B C E H | 15 mei 1934                            | 15 mei 1934       | aansluiting lijn Kopenhagen - Hillerød aansluiting lijn Kopenhagen - Helsingør 1A 4A |
| Ryparken             | A F H     | 1 februari 1926                        | 3 april 1934      | aansluiting lijn Hellerup - Vigerslev (tot 1 oktober 1972 Station Lyngbyvej) 150S    |
| Emdrup               | A         | 20 april 1906 (gesloten 31 maart 1948) | 25 september 1977 |                                                                                      |
| Dyssegård            | A         | 22 mei 1932                            | 25 september 1977 |                                                                                      |
| Vangede              | A H       | 19 april 1906                          | 25 september 1977 |                                                                                      |
| Kildebakke           | A         | 15 mei 1935                            | 25 september 1977 |                                                                                      |
| Buddinge             | A H       | 19 april 1906                          | 25 september 1977 | 200S 250S 300S                                                                       |
| Stengården           | A H       | 15 mei 1929                            | 25 september 1977 |                                                                                      |
| Bagsværd             | A H       | 19 april 1906                          | 25 september 1977 | 400S                                                                                 |
| Skovbrynet           | A         | 1 oktober 1930                         | 25 september 1977 |                                                                                      |
| Hareskov             | A H       | 19 april 1906                          | 25 september 1977 |                                                                                      |
| Syvstjernen          | —         | 15 mei 1930                            | —                 | Gesloten 1974                                                                        |
| Værløse              | A H       | 19 april 1906                          | 25 september 1977 | 500S                                                                                 |
| Furesø               | —         | 22 mei 1932                            | —                 | Gesloten 23 mei 1971                                                                 |
| Farum                | A H       | 19 april 1906                          | 25 september 1977 | Huidig eindpunt 500S                                                                 |
| Vassingerød          | —         | 20 april 1906                          | —                 | Gesloten 23 mei 1954                                                                 |
| Lynge                | —         | 20 april 1906                          | —                 | Gesloten 23 mei 1954                                                                 |
| Uggeløse             | —         | 1 oktober 1933                         | —                 | Gesloten 23 mei 1954                                                                 |
| Lindholm             | —         | 20 april 1906                          | —                 | Gesloten 23 mei 1954                                                                 |
| Slangerup            | —         | 20 april 1906                          | —                 | voormalige aansluiting lijn Næstved - Hillerød Gesloten 23 mei 1954                  |